# Šíráz
Šíráz (persky شيراز‎) je šestým největším městem Íránu a střediskem provincie Fárs, starověké Persidy. Leží asi 700 km jižně od Teheránu v nadmořské výšce 1 500 m n. m., okolní hornatý terén náleží k pohoří Zagros. Ve městě žije přibližně 1,57 milionu obyvatel.
V Šírázu je mezinárodní letiště, které patří k nejmodernějším v celé zemi. Z průmyslových odvětví zastoupených ve městě je třeba jmenovat textilnictví, cukrovarnictví, výrobu elektroniky, oceli a stavebních hmot.

## Přírodní podmínky
Navzdory vysoké nadmořské výšce je klima v Šírázu relativně mírné, v některých případech ale mohou maximální zimní a letní teploty kolísat mezi 1 a 37 °C (dlouhodobý průměr je 6 a 30 °C). Srážky jsou přes léto výjimečné, prší téměř výhradně v zimě. Městem protéká řeka Rúdcháne-je Chošk (suché řečiště), která je po většinu roku vyschlá a její koryto ústí do bezodtokého slaného jezera jihovýchodně od města.

## Historie
V údolí při úpatí horstva Alláh o-Akbar je osídlení doloženo již v achaimenovské době, vznik opevněného sídliště je však spojen až s arabskou nadvládou po roce 648, kdy se v Šírázu postupně vytvořilo nové centrum Fársu místo dosavadního centra ve Stachru, zničeného muslimy. Již v 9. století se stal Šíráz rezidencí dynastie Saffárovců a později i Bújovců, čímž začal jeho rychlý rozkvět.
Po většinu středověku bylo město kulturní metropolí Persie, shromaždištěm básníků a literátů, a ani vpád Mongolů ho nijak výrazně nepostihl. Zkáza přišla teprve v 18. století, kdy Šíráz dobyli a vyplenili Afghánci, ale již za vlády Karíma Chána († 1779), který se zde usídlil, nastal nový rozvoj, kulturní i hospodářský.
Za Kádžárovců (1795–1925) význam města v souvislosti s přesunem rezidence do Teheránu na delší dobu upadl a počátkem 20. století zde došlo k rozsáhlým násilnostem proti židům. Dynastie Pahlaví pak zahájila ve třicátých letech rozsáhlou přestavbu aglomerace, jíž padla za oběť řada budov z dob vlády Karíma Chána a jeho nástupců (vznikly zde i první průmyslové podniky).
Moderní Šíráz je živou metropolí, městem zahrad a parků s řadou pamětihodností, z nichž některé prošly po islámské revoluci v roce 1979 zásadní rekonstrukcí.

## Pamětihodnosti

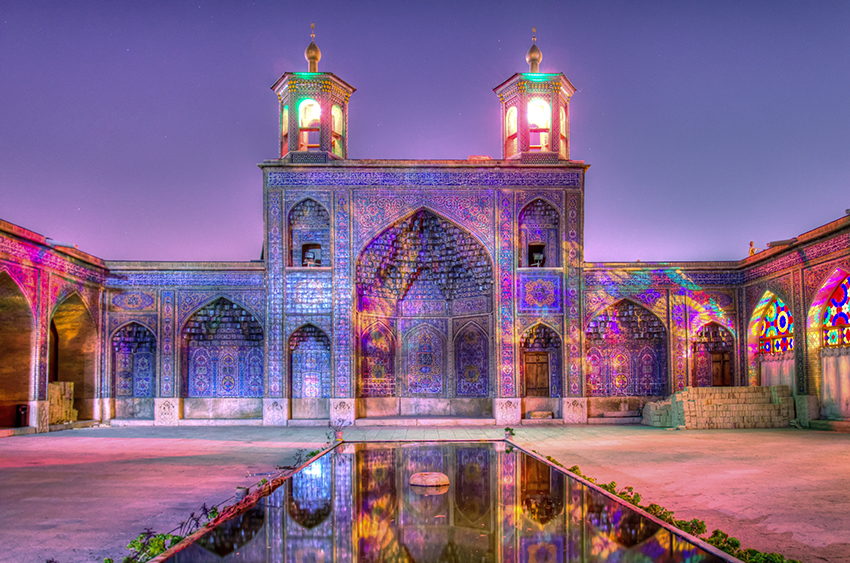
Mešita Násir al Mulk, zvaná „Růžová“

Nejnavštěvovanějšími místy v Šírázu jsou mauzolea básníků Háfize a Sa'dího, první z dob dynastie Zandovců (18. století), druhé navržené francouzským architektem A. Godardem v roce 1952. Obě jsou pro Íránce téměř poutními místy, zvláště hrobka Háfizova, kterou často vyhledávají mladé páry. Patrně nejdominantnější stavbou města však je citadela Karíma Chána, zbudovaná z cihel a sloužící jako rezidence i jako obytný prostor panovníka. Je tvořena dvoupatrovým palácem připomínajícím karavansaraj a mohutnou hradbou s cimbuřím, zpevněnou na rozích oválnými věžemi. Jednotlivé místnosti byly bohatě zdobeny nástěnnými malbami.
Ze sakrálních staveb je třeba připomenout Masdžid-e Džáme Atík (starou páteční mešitu), jejíž počátky sahají již do dob dynastie Saffárovců, Masdžid-e Vakíl z dob Karíma Chána a Masdžid-e Násir al Mulk, nazývanou též „Růžová mešita“. Mezi světskými stavbami vyniká palác v parku Bágh-e Eram, postavený ve slohu typickém pro kádžárovskou epochu.

## Okolí
Na jihovýchod od města, asi ve vzdálenosti 90 km se nacházejí pozůstatky paláce, postaveného v 5. století. Tato památka, Sarvestánský palác je na seznamu kulturního dědictví Íránu.

## Významní rodáci
- Báb, zakladatel bábismu
- Háfiz, básník
- Sa'dí, spisovatel a básník

## Partnerská města

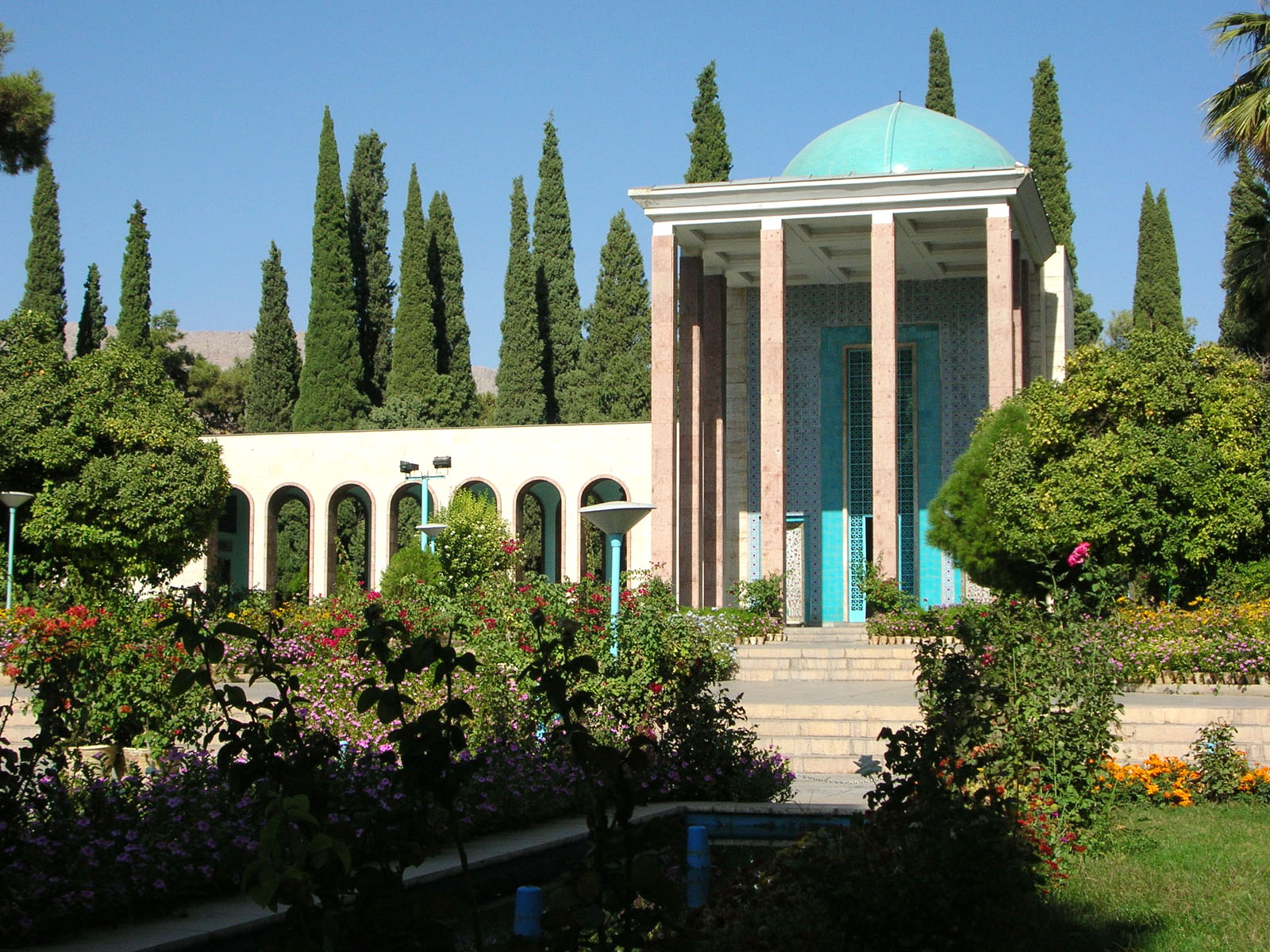
Mauzoleum básníka Sa'dího

- Agádír, Maroko
- Čchung-čching, Čína
- Dušanbe, Tádžikistán
- Kuala Lumpur, Malajsie
- Nikósie, Kypr
- Pécs, Maďarsko
- Výmar, Německo